# Edi Schild
Edi Schild (* 21. Februar 1919; † 22. Juni 2008) war ein Schweizer Skilangläufer.
Schild nahm an den Olympischen Winterspielen 1948 in St. Moritz teil. Dabei belegte er den 20. Platz über 18 km und den sechsten Rang über 50 km. Mit der Staffel zusammen mit Niklaus Stump, Robert Zurbriggen und Max Müller wurde er dort Fünfter. Er war als Hotelier tätig und Gründer des Langlauf-Zentrums Kandersteg.